# چوآپا
چوآپا (به اسپانیایی: Provincia de Choapa) یک استان در شیلی است که در منطقه کوکیمبو واقع شده‌است. چوآپا ۱۰٬۱۳۱٫۶ کیلومترمربع مساحت و ۸۲٬۸۵۷ نفر جمعیت دارد.